# São Jorge do Patrocínio
São Jorge do Patrocínio ist ein brasilianisches Munizip im Nordwesten des Bundesstaates Paraná. Es hat 6.504 Einwohner (2022), die sich Patrocinenser nennen. Seine Fläche beträgt 405 km². Es liegt 274 Meter über dem Meeresspiegel.

## Geschichte
Im Jahr 1940 bezahlte der Bundesstaat Paraná Eisenbahndienstleistungen der englischen Firma Byington mit Ländereien, die die heutigen Gemeinden Iporã, Pérola, Altônia, São Jorge do Patrocínio, Esperança Nova und Xambrê umfassten.
Byington teilte dieses Gebiet in kleine Parzellen von 1 bis 20 Alqueires Paulistas (2,4 bis 47 ha) auf. Dies wurden von Menschen gekauft, die als Parceiros e Porcenteiros (Pächter und Unterpächter) auf den Kaffeeplantagen von Nordparaná arbeiteten und in den 1950er Jahren, als der Kaffeeanbau in dieser Region zusammenbrach, arbeitslos wurden.
Anfang der 1960er Jahre kamen die ersten Bewohner, die an den fruchtbaren Böden für die landwirtschaftliche Nutzung, vor allem für den Kaffeeanbau, interessiert waren. Im Jahr 1968 wurde die Gemeinde Altônia gegründet, zu der auch das Dorf São Jorge gehörte. Auffallend war die Beteiligung der katholischen Kirche an der Organisation der ersten Gemeinschaften. Die Pfarrei wurde im Februar 1976 gegründet und durch das Staatsgesetz Nr. 6964 vom 20. Dezember 1977 in den Rang eines Bezirks erhoben.

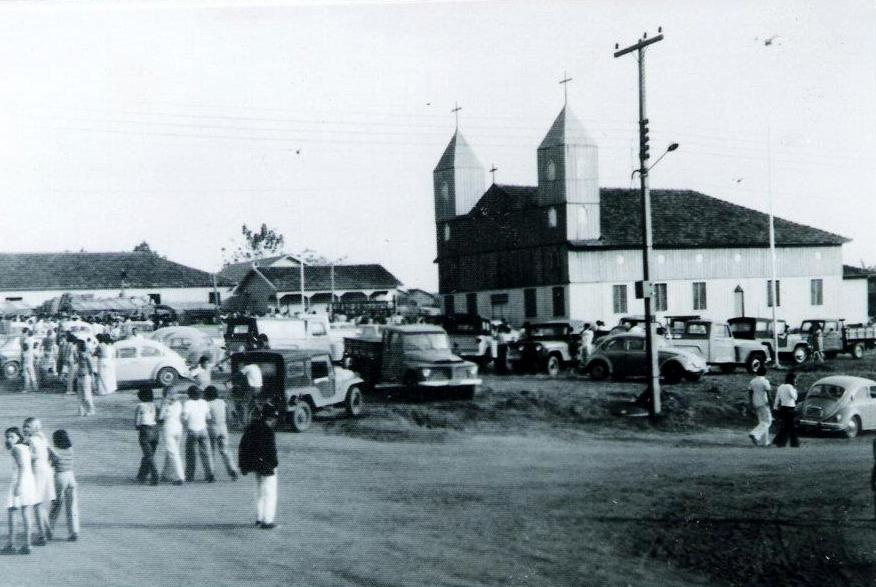
Paróquia Imaculada Conceição (1973)

Unter der Leitung von Pater Ernesto Pereira gelang es den Bewohnern des Bezirks São Jorge nach langem Kampf, den Ort in den Rang eines Munizips zu erheben. Politisch emanzipiert durch das Staatsgesetz Nr. 7474 vom 22. Juni 1981 wurde er von Altônia abgetrennt und am 1. Februar 1983 offiziell anerkannt, wobei der Name in São Jorge do Patrocínio geändert wurde.

## Geografie

### Fläche und Lage
São Jorge do Patrocínio hat eine Fläche von 405 km². Es befindet sich auf dem Breitengrad 23° 44′ 27″ Süd und dem Längengrad 53° 55′ 37″ West. Es liegt auf einer Höhe von 274 Metern. Die Böden der Region bestehen aus rotem bis violettfarbenem Caiuá-Sandstein.

### Klima
In São Jorge do Patrocínio herrscht tropisches Klima. Es gibt eine erhebliche Menge an Niederschlägen (1508 mm pro Jahr). Selbst im trockensten Monat fällt eine Menge Regen. Die Klassifikation des Klimas nach Köppen und Geiger lautet Af. Die Jahresdurchschnittstemperatur in São Jorge do Patrocínio liegt bei 23,0 °C.

### Gewässer
Der Paraná bildet die westliche Grenze des Munizips zu den Munizipien Itaquiraí und Eldorado (MS) im Bundesstaat Mato Grosso do Sul. Zwei Nebenflüsse durchziehen das Gemeindegebiet: der Ribeirão São João im Süden und der Rio Paracaí entlang der nördlichen Munizipgrenze zu Alto Paraíso.

### Straßen
São Jorge do Patrocínio ist über die PR-490 mit Altônia und über die PR-587 mit Esperança Nova verbunden.

### Nachbarmunizipien
| Itaquiraí (MS) | Alto Paraíso (Paraná)                       | Esperança Nova |
|                | Kompassrose, die auf Nachbargemeinden zeigt | Pérola         |
| Eldorado (MS)  | Altônia                                     |                |

## Demografie

### Bevölkerungsentwicklung
Quelle: IBGE (2011)
| Jahr | Einwohner | Stadt | Land  |
| 1970 | -         | -     | -     |
| 1980 | -         | -     | -     |
| 1991 | 9.137     | 2.649 | 6.488 |
| 2000 | 6.604     | 2.907 | 3.697 |
| 2010 | 6.041     | 3.539 | 2.502 |
| 2021 | 6.504     | -     | -     |

Quelle: IBGE, bis 2010: Volkszählungen und Volkszählung 2022

### Ethnische Zusammensetzung
Ethnische Gruppen nach der statistischen Einteilung des IBGE (Stand: 1991, 2000 und 2010)
| Gruppe*     | 1991  | 2000  | 2010  | |
| Weiße       | 6.034 | 4.610 | 3.406 | wer sich als „weiß“ erklärt                                                                                     |
| Schwarze    | 408   | 126   | 140   | wer sich als „schwarz“ erklärt                                                                                  |
| Gelbe       | 18    | 32    | 40    | Personen fernöstlicher Herkunft wie japanisch, chinesisch, koreanisch etc.                                      |
| Braune      | 2.677 | 1.782 | 2.449 | wer sich als „braun“ erklärt oder wer sich mit einer Mischung von zwei oder mehr der fünf Gruppen identifiziert |
| Indigene    | -     | 12    | 6     | wer sich als Ureinwohner oder Indio erklärt                                                                     |
| ohne Angabe | -     | 42    | -     | |
| Gesamt      | 9.137 | 6.604 | 6.041 | |

*) Das IBGE verwendet für Volkszählungen seit 1991 ausschließlich diese fünf Gruppen. Die Gruppenzugehörigkeit wird bei der Befragung vom Einwohner selbst festgelegt. Das IBGE verzichtet bewusst auf Erläuterungen.

## Stadtverwaltung
- Prefeito: José Carlos Baraldi, PSD, (2017–2020 und 2021–2024)
- Vice-Prefeito: Ronaldo Tinti, PSC, (2017–2020 und 2021–2024)[1]

## Umwelt und Nachhaltigkeit

### CORIPA
São Jorge do Patrocínio ist in Sachen Umweltschutz, Erhaltung der natürlichen Ressourcen und nachhaltige Entwicklung beispielhaft. In der Gemeinde befindet sich der Sitz des interkommunalen Verbands für die Erhaltung der Rest- und Einflussgebiete des Paraná (CORIPA: Consórcio Intermunicipal para Conservação do Remanescente do Rio Paraná e áreas de influência), des ersten interkommunalen Konsortiums in Brasilien, das sich für die Erhaltung der biologischen Vielfalt einsetzt. São Jorge do Patrocínio ist eines der acht Mitglieder des Konsortiums. Die Mitgliedschaft dient dem Zweck, die mit dem Paraná verbundenen Ökosysteme zu erhalten, insbesondere die Inseln und Feuchtwiesen. Ein weiterer Zweck ist die Unterhaltung des munizipübergreifenden Umweltschutzgebiets, dessen Existenz die Schaffung des Parque Nacional de Ilha-Grande-Nationhalparks im Jahr 1997 auslöste.

### Umweltschutz
Die Gemeinde verfügt über drei Naturschutzgebiete: ein 1994 eingerichtetes kommunales Umweltschutzgebiet, den Nationalpark Ilha Grande und das Umweltschutzgebiet Ilhas e Várzeas do Rio Paraná, die beide 1997 eingerichtet wurden. Diese Schutzgebiete machen 60 % des Gemeindegebiets aus, und die von ihnen erwirtschafteten ökologischen IKMS machen 30 % der Steuereinnahmen der Gemeinde aus. Unter anderem war São Jorge do Patrocínio eine der ersten Gemeinden im Bundesstaat Paraná und in Brasilien, die Zahlungen für Umweltdienstleistungen (ICMS Ecológico: Imposto sobre Circulação de Mercadorias e Serviços) erhielt, noch bevor dieser Begriff geprägt wurde. Im Jahr 2007 war die Gemeinde diejenige, die am meisten ökologische ICMS im Bundesstaat Paraná gesammelt hat, nämlich 2.878.333,01 R$ ausschließlich für die Erhaltung der biologischen Vielfalt der Ökosysteme im Überschwemmungsgebiet des Paraná-Flusses und des Archipels der Ilha Grande.

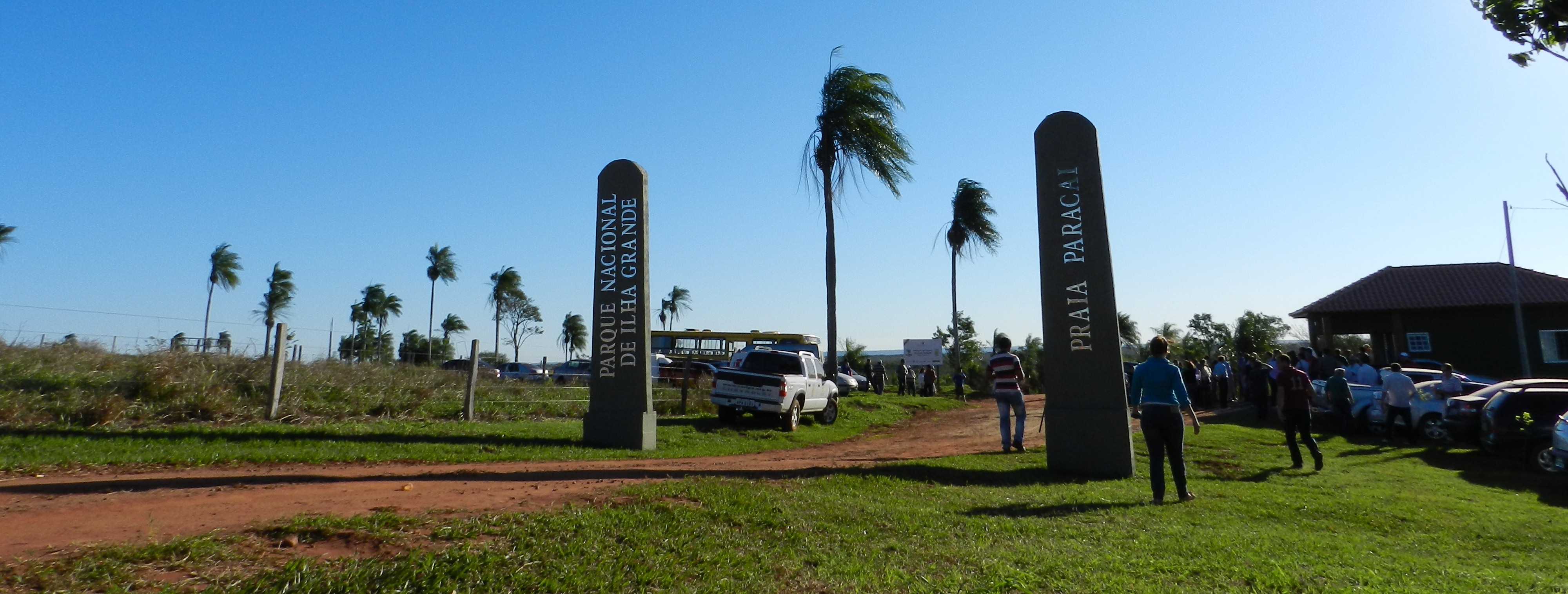
Acesso à Praia do Paracaí no Parque Nacional de Ilha Grande em São Jorge do Patrocínio

### Tierschutz
Seit 2008 verfügt die Gemeinde über ein Zoonosezentrum, in dem verletzte, ausgesetzte oder misshandelte Haustiere gesammelt werden. Die Arbeit umfasst das Einsammeln, Füttern, die Behandlung von Krankheiten und Verletzungen sowie die Kastration. Die Prävention von Tierkrankheiten wird durch das Gemeindegesetz 1.220/2008 unterstützt. Ein Programm zur Sensibilisierung der Bevölkerung, zur Spende von Tierfutter und Medikamenten und zur Adoption von Tieren wird ebenfalls durchgeführt.